# Ruškovac
Ruškovac est une localité croate de la municipalité de Berek située dans le comitat de Bjelovar-Bilogora.  Le village compte 78 habitants en 2021